# WNED-TV
WNED-TV est une station de télévision américaine membre du réseau de télévision public PBS. La station est basée à Buffalo, dans l'État de New York. Elle est accessible tant dans la région métropolitaine de Buffalo qu'au Sud de l'Ontario et notamment de la ville de Toronto.

## Télévision numérique terrestre
| Canal virtuel | Image | Ratio | Programmation                             |
| ------------- | ----- | ----- | ----------------------------------------- |
| 17.1          | 1080i | 16:9  | Programmation principale de WNED / PBS HD |
| 17.2          | 480i  | 16:9  | Create (en)                               |
| 17.3          | 480i  | 16:9  | PBS Kids                                  |